# مقاطعة ليفينغستون (ميشيغان)
مقاطعة ليفينغستون (بالإنجليزية: Livingston County, Michigan)‏ هي إحدى مقاطعات ولاية ميشيغان في الولايات المتحدة. ، بلغ عدد سكانها 180967 نسمة في عام 2010 حسب إحصاء مكتب تعداد الولايات المتحدة وتصل الكثافة السكانية فيها 122.9 نسمة/كم2.

## أعلام
- مايك روجرز
- جون س. شيلدز

## وصلات خارجية
- www.co.livingston.mi.us
- United States Counties